# Liste der geschützten Landschaftsbestandteile im Landkreis Holzminden
Im Landkreis Holzminden gibt es einen ausgewiesenen geschützten Landschaftsbestandteil.
| Baum-, Hecken- und Gehölzbestand für das Gebiet der Stadt Bodenwerder | BW | GLB HOL 00001 | Bodenwerder | ⊙ |  | 5. Mai 1994 |
| Legende für Geschützter Landschaftsbestandteil                        |    |               |             |   |  |             |